# Mas-Cabardès
Mas-Cabardès è un comune francese di 205 abitanti situato nel dipartimento dell'Aude nella regione dell'Occitania.

## Società

### Evoluzione demografica
Abitanti censiti